# Jonny & the Jazzuits
Jonny & The Jazzuits is een Nederlandse gospeljazzband, opgericht in 2011 door de Britse saxofonist, klarinettist en zanger Jonny Boston. De viermansformatie mixt oude spirituals en gospel met jazzmuziek en schrijft ook eigen composities.

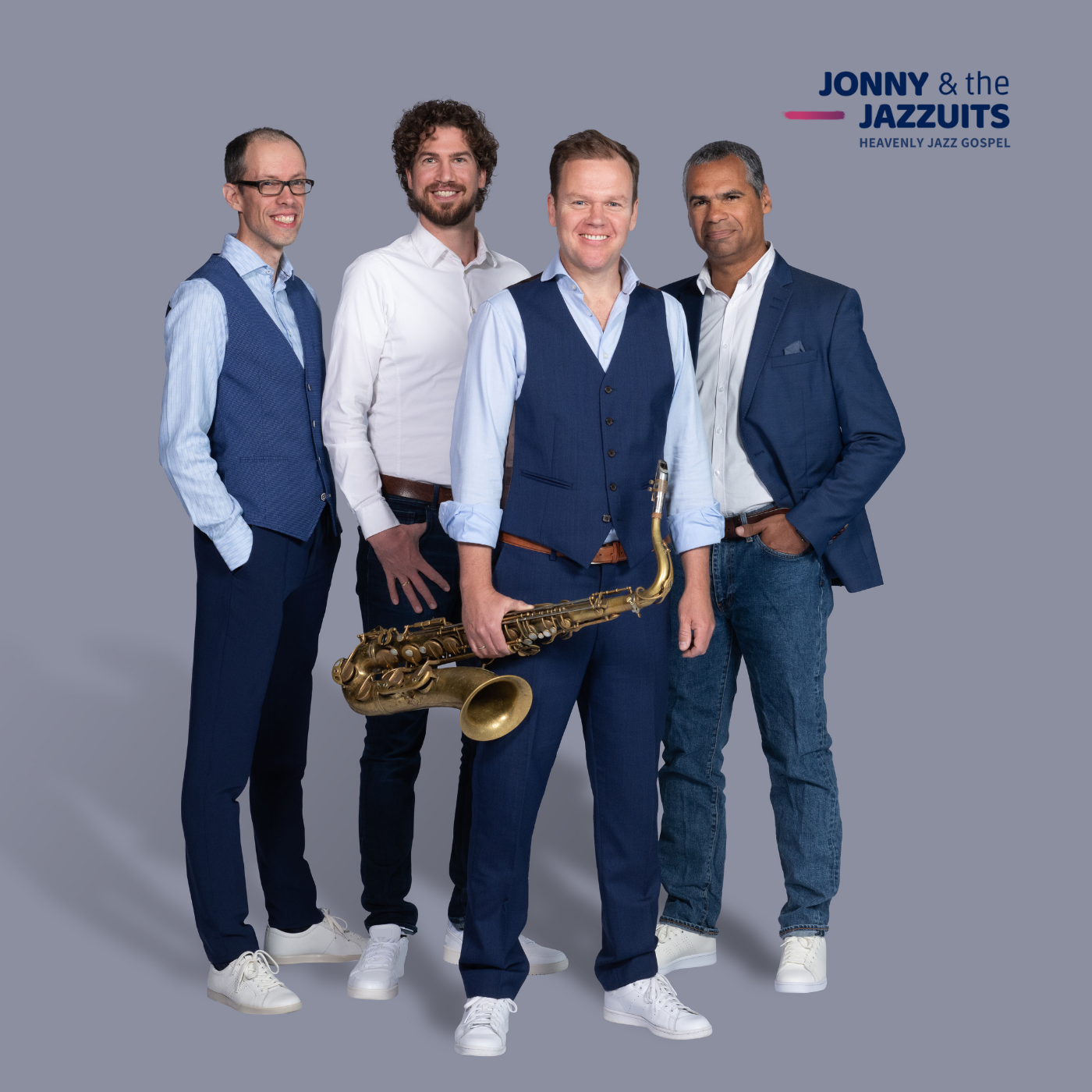
Jonny & the Jazzuits promo photo 2020

## Geschiedenis
Jonathan 'Jonny' Simon Boston (Suffolk, 21 maart 1971), groeide op in Engeland. Al vroeg kwam hij in aanraking met jazz. Op 15-jarige leeftijd debuteerde hij als saxofonist in het Bahrein Jazz quartet. In de jaren '90 speelde hij, mede door een opgemerkt optreden in de Londense Metro, met diverse jazzbands en muzikanten. Jonny Boston toerde met Phil Mason en Max Collie Rhythm Aces en speelde samen met Georgie Fame en Jamie Cullum.
In 2008 vertrok Boston naar Nederland. Daar kwam hij in aanraking met Crossroads, een kerk in Amsterdam, en hij gaf daar zijn leven aan Jezus Christus. Hoewel hij zelf twijfelde of hij niet terug moest naar Engeland, overtuigden de mensen om hem heen dat hij moest blijven. In 2010 vestigde hij zich in Nederland. Een jaar later, in 2011, richtte hij Jonny & The Jazzuits op, samen met drummer Tom Nieuwenhuijse, pianist Jan-Willem van Delft en bassist Laurens Knoop. Na een half jaar moest Jan-Willem van Delft afhaken vanwege te grote drukte. Mark van der Feen werd vervolgens de nieuwe pianist. Omdat Van der Feen in 2020 na 9 jaar in de band zelf moest stoppen vanwege grote drukte, was Van Delft sinds 2020 voor korte tijd wederom de pianist van de band, maar werd hij later dat jaar opgevolgd door Gert-Jan Scherff. 
Jonny & the Jazzuits brachten twee albums uit. Hun eerste album 'Psalms, Hymns & Spiritual Songs' kwam uit in maart 2015, en kreeg een nominatie bij de Zilveren Duif Awards. Hierop speelde bassist Maurits den Hollander mee, omdat Laurens Knoop in 2014 de band had verlaten.
Twee jaar later namen ze samen met producer Rob Vermeulen het album 'Temporary Accommodation' op, waarin ze opnieuw oude gospelsongs vermengden met jazz. De titeltrack is een eigen compositie van Jonny Boston. Ondertussen was Pierre Dunker de vaste bassist geworden, nadat Maurits den Hollander in 2016 was gestopt. In 2021 nemen ze de EP 'Good Medicine' op. In 2023 volgt na 6 jaar weer een volledig album 'Songs of Deliverance', waarbij ook Amerikaanse zangeres Amy Perry en grieks zangeres Maria Markesini meewerken.
Jonny & the Jazzuits speelden in de afgelopen jaren onder andere in cafés, kerken en op bruiloften. Ook waren ze te horen op verschillende festivals en poppodia, zoals op het Breda Jazz Festival, Jazz in Duketown en Panama Amsterdam.

## Discografie

### Albums
- Psalms, Hymns & Spiritual Songs  (2015)
- Temporary Accommodation  (2017)
- Good Medicine [EP] (2021)
- Songs of Deliverance (2023)

### Groot Nieuws Radio Top 1008
| Nummers met noteringen in de Groot Nieuws Radio Top 1008 | Nummers met noteringen in de Groot Nieuws Radio Top 1008 | Nummers met noteringen in de Groot Nieuws Radio Top 1008 | Nummers met noteringen in de Groot Nieuws Radio Top 1008 | Nummers met noteringen in de Groot Nieuws Radio Top 1008 | Nummers met noteringen in de Groot Nieuws Radio Top 1008 | Nummers met noteringen in de Groot Nieuws Radio Top 1008 | Nummers met noteringen in de Groot Nieuws Radio Top 1008 | Nummers met noteringen in de Groot Nieuws Radio Top 1008 | Nummers met noteringen in de Groot Nieuws Radio Top 1008 | Nummers met noteringen in de Groot Nieuws Radio Top 1008 | Nummers met noteringen in de Groot Nieuws Radio Top 1008 | Nummers met noteringen in de Groot Nieuws Radio Top 1008 | Nummers met noteringen in de Groot Nieuws Radio Top 1008 | Nummers met noteringen in de Groot Nieuws Radio Top 1008 |
| Lied                                                     | ’11                                                      | ’12                                                      | ’13                                                      | ’14                                                      | ’15                                                      | ’16                                                      | ’17                                                      | ’18                                                      | ’19                                                      | '20                                                      | '21                                                      | '22                                                      | '23                                                      | '24                                                      |
| -------------------------------------------------------- | -------------------------------------------------------- | -------------------------------------------------------- | -------------------------------------------------------- | -------------------------------------------------------- | -------------------------------------------------------- | -------------------------------------------------------- | -------------------------------------------------------- | -------------------------------------------------------- | -------------------------------------------------------- | -------------------------------------------------------- | -------------------------------------------------------- | -------------------------------------------------------- | -------------------------------------------------------- | -------------------------------------------------------- |
| Good Medicine                                            | *                                                        | *                                                        | *                                                        | *                                                        | *                                                        | *                                                        | *                                                        | *                                                        | *                                                        | *                                                        | 599                                                      | 694                                                      | 954                                                      | -                                                        |
| I Will Worship You                                       | *                                                        | *                                                        | *                                                        | *                                                        | *                                                        | *                                                        | 505                                                      | 916                                                      | 658                                                      | 609                                                      | -                                                        | -                                                        | -                                                        | -                                                        |
| No Longer Slaves                                         | *                                                        | *                                                        | *                                                        | *                                                        | *                                                        | *                                                        | 671                                                      | 518                                                      |                                                          | 251                                                      | 405                                                      | 476                                                      | 292                                                      | 451                                                      |
| This Is Amazing Grace                                    | *                                                        | *                                                        | *                                                        | *                                                        | *                                                        | *                                                        | -                                                        | 158                                                      |                                                          | 197                                                      | 164                                                      | 393                                                      | 431                                                      | 890                                                      |

*: lied was in dit jaar nog niet uitgebracht